# Miss Stone
Pour plus de détails, voir Fiche technique et Distribution.
Miss Stone (en macédonien : Мис Стон) est un film historique macédonien réalisé par Zhivorad Mitrovik, sorti en 1958. Il s'agit du premier film en couleurs ainsi que du quatrième long métrage macédonien.

## Synopsis
L'histoire se passe en 1901 et elle s'appuie sur des faits réels, notamment sur l'Affaire Miss Stone, qui avait à l'époque intéressé les journaux du monde entier. Miss Stone est une jeune missionnaire protestante américaine envoyée en Macédoine, alors région ottomane, secouée par les actes terroristes du VMRO, qui milite pour l'autonomie de la région. Miss Stone est enlevée par l'un de ces militants, Yané Sandanski. 

## Fiche technique
- Titre : Miss Stone
- Réalisation : Zhivorad Mitrovik
- Scénario : Gorgi Abadjiev et Popov Trajche
- Production : Vojislav Bjenjash
- Montage : Studios Vardar Film
- Pays d'origine : République socialiste de Macédoine
- Format : couleur - mono
- Genre : Historique
- Durée : 97 minutes
- Date de sortie : 1958

## Distribution
- Olga Spiridonovic : Ellen Stone
- Ilija Milcin : Yané Sandanski
- Marija Tocinoski : Cilka
- Dragan Ocokoljic : Krste
- Ilija Dzuvalekovski : Cortanpeev
- Petar Prlicko : Mandana
- Viktor Starcic : Dr. Haus

## Récompenses
- 3 Golden Arenas pour les deux acteurs principaux et la direction artistique, Pula, 1959
- Diplôme d'honneur, Édimbourg, 1960
- Diplôme d'honneur, New Delhi, 1961